# Mesosa columba
Mesosa columba är en skalbaggsart som beskrevs av Francis Polkinghorne Pascoe 1859. Mesosa columba ingår i släktet Mesosa och familjen långhorningar.
Artens utbredningsområde är Sri Lanka. Inga underarter finns listade i Catalogue of Life.